# Asteria (Titan)

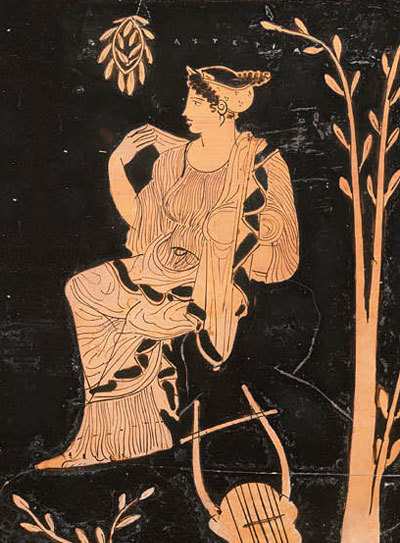
Asteria ngồi trên một hòn đá cạnh một ngọn cây với cây đàn lia và vòng nguyệt quế bên cạnh. Đây có lẽ là những đặc trưng của nàng, hiện thân của hòn đảo Delos và người chăm sóc thần Apollo. Họa tiết trên một chiếc vò cổ đại trưng bày tại Bảo tàng Mỹ thuật Boston.

Trong thần thoại Hy Lạp, Asteria hay Asterie (/əˈstɪəriə/; tiếng Hy Lạp cổ: Ἀστερία, n.đ. 'thuộc về các vì sao') là con gái của các Titan Coeus (Polus) và Phoebe, và là chị của Leto. Theo Hesiod, bà cùng Titan Perses có một đứa con gái là Hecate, nữ thần ảo thuật và phù thủy. Những tác giả khác thì cho Asteria là mẹ của Heracles thứ tư và Hecate cùng Zeus.

## Thần thoại

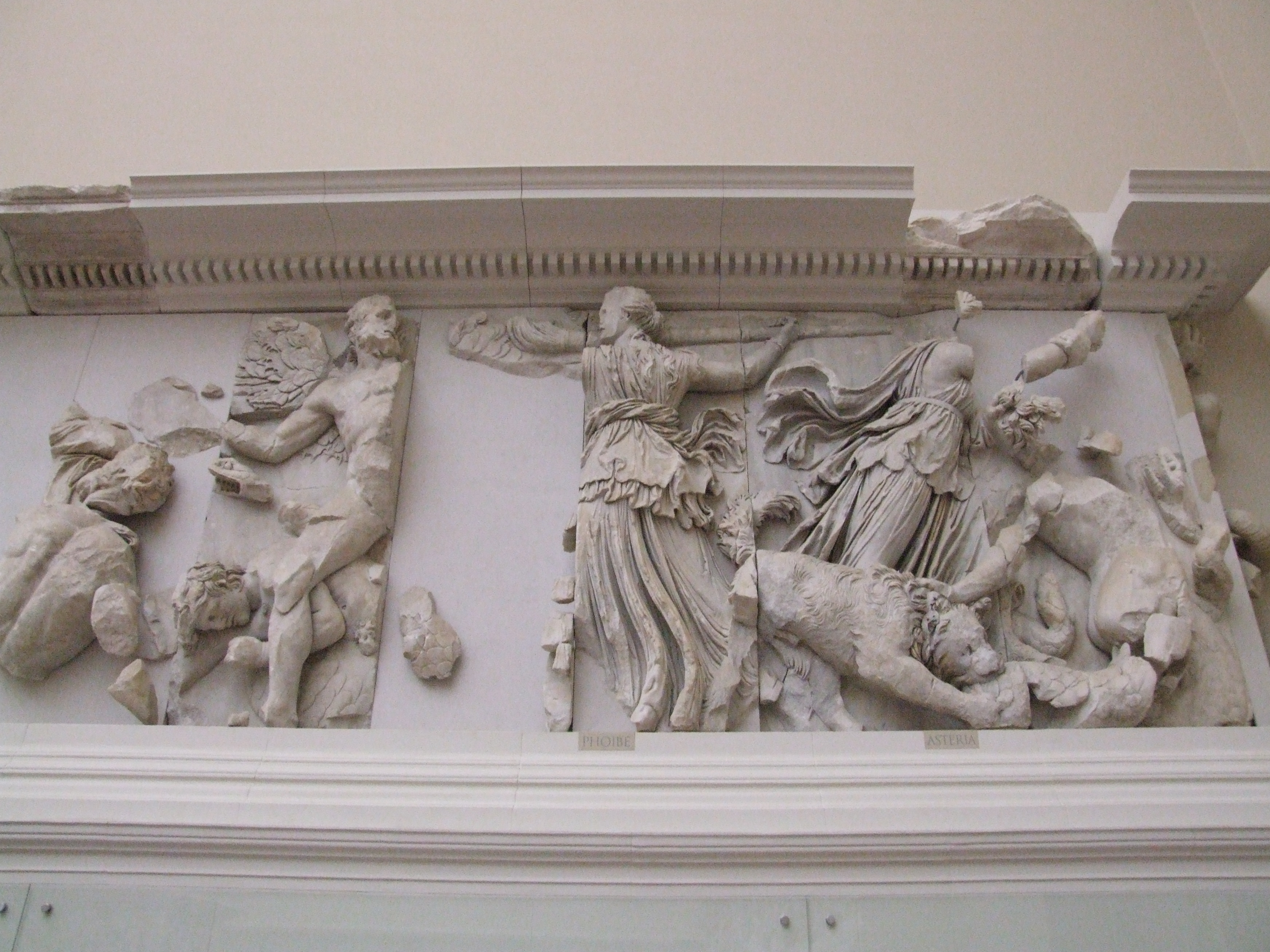
Asteria và Phoebe trên Bệ thờ Pergamon

Asteria sống trên đỉnh Olympus, và giống với người em gái Leto, bà cũng được Zeus yêu mến. Để thoát khỏi ham muốn của thần Zeus đuổi theo bà dưới dạng một con đại bàng, bà biến thành một con chim cút và thả mình xuống Biển Aegea. Ở đó, Asteria biến thành hòn đảo Asteria (hòn đảo rơi từ thiên đàng như một vì sao) hay "hòn đảo chim cút" Ortygia. Đây chính là hòn đảo Delos, nơi duy nhất chấp nhận cho Leto trú ngụ khi bà đang chạy trốn khỏi Hera với hai đứa con của Zeus trong bụng. Theo Hyginus, Leto được đưa đến hòn đảo bởi ngọn gió bắc Boreas theo lệnh của Zeus trong khi Python đuổi theo bà, tại đó bà hạ sinh Apollo và Artemis. Trên hòn đảo Delos, Asteria cưới Perses và cho ra đời Hecate.

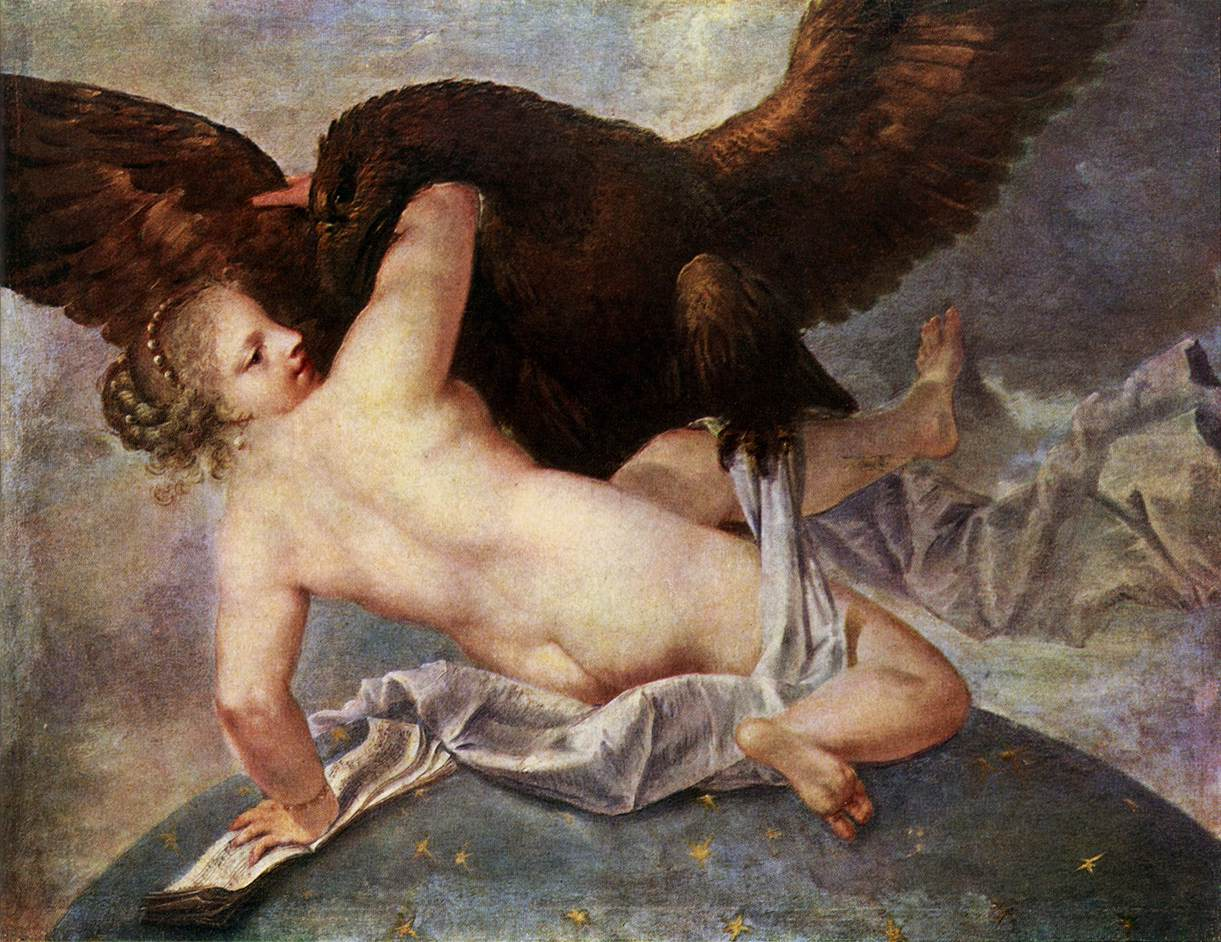
Asteria bị truy đuổi bởi Zeus trong hình dáng đại bàng bởi Marco Liberi

Một dị bản của nhà thơ Nonnus kể rằng, sau khi Asteria biến thành con chim cút và lao xuống biển, Poseidon tiếp tục đuổi theo nàng. Trong cơn điên cuồng của mình, Poseidon đuổi bà khắp biển, khiến bà biến thành hòn đảo sa mạc Delos với sự trợ giúp của người cháu trai Apollo, người làm bà bất động trước những con sóng.
Trong một dị bản hiếm thì Asteria sinh ra Heracles cùng Zeus, người dân Phoenicia hiến tế chim cút cho Heracles, vì khi chàng đến Libya và bị giết bởi Typhon, Iolaus đã mang một con chim cút đến chỗ chàng, và sau khi ngửi mùi nó, chàng đã sống lại.